# ساوت یونیون‌تاون (پنسیلوانیا)
ساوت یونیون‌تاون (به انگلیسی: South Uniontown) یک منطقهٔ مسکونی در ایالات متحده آمریکا است که در شهرستان فایت، پنسیلوانیا واقع شده‌است. ساوت یونیون‌تاون ۱٫۲ کیلومتر مربع مساحت و ۱٬۳۶۰ نفر جمعیت دارد و ۳۲۷٫۹۷ متر بالاتر از سطح دریا واقع شده‌است.